# Санно-бобслейна траса в Сараєві
Санно-бобслейна траса в Сараєві або Санно-бобслейна траса Требевич — траса, побудована на горі Требевич з видом на Сараєво для проведення змагань з бобслею та санного спорту на XIV зимових Олімпійських іграх. Була пошкоджена під час боснійської війни 1992—1995 років.

## Історія
Будівництво санно-бобслейної траси для майбутніх зимових Олімпійських ігор у Сараєві розпочалося 1 червня 1981 року, а вже 30 вересня 1982 року траса була здана в експлуатацію. Будівництво обійшлося в 563 209 000 югославських динарів.
Після проведення Зимових Олімпійських ігор 1984 року на трасі декілька раз відбувся Кубок світу з бобслею..
На початку 1990-х років під час подій боснійської війни траса використовувалася для організації вогневих точок артилерії, — і в результаті була пошкоджена і не могла більше використовуватися. У 2010 році прес-секретар Олімпіади 1984 року Муамера Шехич сказала, що відновлення траси може зажадати дуже великих коштів, яких немає в наявності. Проте, розмінування траси проведено, і на середину 2010-х на гору Требевич до олімпійських об'єктів прокладені туристичні маршрути.
Проте вже у липні 2014 року було оголошено, що частина траси завдовжки 720 м буде відремонтована.

## Технічні параметри
| Вид спорту                              | Довжина, м | кількість віражів | Перепад висот, м | Ухил   |
| --------------------------------------- | ---------- | ----------------- | ---------------- | ------ |
| Бобслей                                 | 1300       | 13                | 125,9            | 10,2 % |
| Сані — чоловіки-одинаки                 | 1210       | 13                | 129,35           | 10,2 % |
| Сані — жінки-одиночки і чоловічі двійки | 993        | 11                | 99,8             | 10,2 % |